# Venus de Tan-Tan

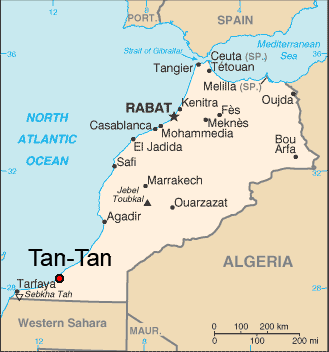
Situació del jaciment de Tan-Tan (El Marroc)

La Venus de Tan-Tan és una possible figura antropomorfa, d'uns sis centímetres d'alt, el suport del qual és un còdol de quarsita. Aquest té diverses esquerdes que li confereixen la seva característica morfologia: algunes d'elles són naturals i altres, pel que sembla, artificials; a més, conserva restes d'hematites. Atès que va ser trobada en una excavació arqueològica, en un context propi del Paleolític inferior, ha estat datada, encara que amb molts dubtes, a l'entorn dels 200.000-300.000 anys d'antiguitat (alguns científics retarden aquesta data fins als 400.000 anys). És, en qualsevol cas, contemporània de l'Homo heidelbergensis.
La suposada figura va ser descoberta el 1999 per l'equip d'excavacions de l'arqueòleg alemany Lutz Fieldler, a 15 metres de profunditat, en un sediment fluvial del riu Draa, prop de la localitat de Tan-Tan (al nord de Tarfaya, El Marroc).
El context arqueològic que acompanyava la figura era acheulià mig evolucionat amb nombrosos bifaços i utensilis sobre ascla. No obstant això, des del principi la peça ha suscitat controvèrsia, ja que, per a alguns arqueòlegs, no és més que un objecte natural casualment antropomorf.
Entre ells, destaca el professor Stanley Ambrose de la Universitat Urbana-Champaign d'Illinois, que sosté que estem davant un còdol de morfologia fortuïta i accidental, producte de l'erosió; encara que reconeix les marques de percussions que té la peça, per a ell es deuen al fet que va poder haver estat utilitzada com a enclusa i, encara que, efectivament, té restes d'una substància greixosa amb una mica d'ocre, és possible que aquesta hagués estat usada com a conservant en pells d'animals (fet comú en la prehistòria); nega, per tant, que l'ésser humà hagi potenciat deliberadament la forma humana en aquesta pedra.
Per la seva banda, molts estudiosos s'han apressat a acceptar la veracitat del descobriment, basant-se en les anàlisis de l'expert Robert Bednarik, president de la Federació Internacional d'Organitzacions sobre Art Rupestre i màxim coneixedor de la discutida figura.
L'australià Bednarik, tot reconeixent que l'origen de la roca és natural, opina que algun "artista" prehistòric va aprofundir conscientment els seus trets, per fer-los més humans, per mitjà d'incisions i percussions intencionades; a més de pintar-la de color ocre (òxid de manganès i òxid de ferro), substància que no apareix en cap altre artefacte dels trobats en l'excavació i que, sovint, s'ha associat a l'àmbit espiritual en la prehistòria.